# Džuči
Džuči (1180 - 1227) případně Džoči (mongolsky Зүчи, Züchi; krymskou tatarštinou Cuçi) byl nejstarším ze čtyř synů Čingischána a jeho manželky Börte. Spolu se svým otcem se účastnil dobývání Centrální Asie.
Před svou smrtí rozdělil Čingischán mongolskou říši na čtyři části a ty pak rozdělil do správy mezi své čtyři syny. Nejstarší Džuči obdržel severozápadní část sahající od Altaje až k Uralu a na jihu po Aralské jezero. Byl však zavražděn najatými vrahy a zemřel ve stejném roce jako jeho otec. Vládu nad tímto územím pak převzal jeho syn Batu. Říše s původním názvem Ulus Džuči byla rozsáhlým státním útvarem, který vznikl roku 1242 jako součást mongolské veleříše na ohromném prostoru východní Evropy a Sibiře a stala se základem později vzniklé Zlaté hordy.
Kolem Čingischánova otcovství jsou však pochybnosti. Krátce po svatbě Börte s Čingischánem (v té době Temüdžinem) byla Börte unesena kmenem Merkitů. Po několik měsíců byla držena v zajetí Chilgera Bokeho, bratra vůdce Merkitů. Později ji získal Temüdžin zpět a krátce na to Börte porodila Džučiho. Zdá se, že Čingischán zacházel s Džučim jako s vlastním, ale neví se přesně jestli byl jeho skutečným otcem on, nebo Chilger Boke. Tato nejistota ohledně otcovství nezůstala bez následků. Džučiho potomci, i přes to, že tvořili nejstarší větev rodiny, nebyli uznáváni jako Čingischánovi potomci.

## Synové
- Batú (založil Zlatou hordu v části SV Evropy a Z Asii)
- Šejbají
- Udur